# Euxoa philippsi
Euxoa philippsi är en fjärilsart som beskrevs av Corti 1928. Euxoa philippsi ingår i släktet Euxoa och familjen nattflyn. Inga underarter finns listade i Catalogue of Life.